# سوکون آی
سوکون آی یک بخش اداری در شهرستان آروشا از توابع استان آروشا در کشور تانزانیا می‌باشد. بر پایه نتایج سرشماری عمومی نفوس و مسکن که در سال ۲۰۰۲ توسط دولت تانزانیا انجام شد جمعیت این بخش بالغ بر ۴۱٬۶۴۷ نفر اعلام شده‌است.